# Полевський міський округ
Полевськи́й міський округ (рос. Полевской городской округ) — адміністративна одиниця Свердловської області Російської Федерації.
Адміністративний центр — місто Полевський.

## Населення
Населення міського округу становить 69729 осіб (2018; 71220 у 2010, 74124 у 2002).

## Склад
До складу міського округу входять 14 населених пунктів:
| Населений пункт                | Населення, осіб (2002) | Населення, осіб (2010) |
| ------------------------------ | ---------------------- | ---------------------- |
| Велика Лавровка, селище        | 81                     | 51                     |
| Зелений Лог, селище            | 50                     | 21                     |
| Зюзельський, селище            | 1333                   | 1371                   |
| Кенчурка, присілок             | 74                     | 51                     |
| Кладовка, селище               | 139                    | 105                    |
| Косий Брод, село               | 1041                   | 1055                   |
| Красна Горка, селище           | 394                    | 402                    |
| Курганово, село                | 726                    | 748                    |
| Мраморське, село               | 811                    | 743                    |
| Підгорний, селище              | 0                      | 0                      |
| Полднева, село                 | 1596                   | 1427                   |
| Полевський, місто              | 66761                  | 64220                  |
| Раскуїха, присілок             | 8                      | 19                     |
| Станціонний-Полевський, селище | 1110                   | 1007                   |

## Найбільші населені пункти
| № | Населений пункт        | Населення, осіб (2002) | Населення, осіб (2010) |
| - | ---------------------- | ---------------------- | ---------------------- |
| 1 | Полевський             | 66 761                 | 64 220                 |
| 2 | Полднева               | 1 596                  | 1 427                  |
| 3 | Зюзельський            | 1 333                  | 1 371                  |
| 4 | Косий Брод             | 1 041                  | 1 055                  |
| 5 | Станціонний-Полевський | 1 110                  | 1 007                  |